# Alchemilla serbica
Alchemilla serbica är en rosväxtart som först beskrevs av Alphons Paulin, och fick sitt nu gällande namn av Pawl.. Alchemilla serbica ingår i släktet daggkåpor, och familjen rosväxter. Inga underarter finns listade i Catalogue of Life.